# Томас Главінич
Томас Главінич, (нім. Thomas Glavinic, 2 квітня 1972, Грац, Австрія) — австрійський письменник-фантаст, походженням з Боснії.

## Біографія
Народився у 1972 році в Граці. В 15 років став віце-чемпіоном Австрії з шахів серед юнаків. Працював текстовиком в рекламному агентстві, шахтарем і таксистом. Пише з 1991 року (проза, есеїстика, радіоп'єси, репортажі). Живе і працює у Відні.
Романний дебют «Carl Haffners Liebe zum Unentschieden» («Карл Хаффнер любить грати внічию», 1998) приніс успіх, роман перекладений на кілька мов. Кримінальний роман «Der Kameramörder» («Вбивця з відеокамерою», 2001) відзначений премією ім. Фрідріха Глаузера і екранізований (2004). Роман «Die Arbeit der Nacht» («Нічна робота»), опублікований в 2006 р, отримав премію міста Ветцлар, номінувався на премію Німецького біржового союзу. Роман «Das bin doch ich» («Та це ж я», 2007) номінувався на Німецьку книжкову премію (шорт-лист).
Лауреат премії Спілки німецьких промисловців. Його книги перекладені на англійську, французьку, угорську та нідерландську мови.

## Книги
- Carl Haffners Liebe zum Unentschieden. Novel. Volk und Welt, Berlin 1998 (англ. пер. 1999, нід. пер. 2000, фр. пер. 2001, італ. пер. 2009)
- Пан Зузи/ Herr Susi. Novel. Volk und Welt, Berlin 2000
- Вбивця з відеокамерою/ Der Kameramörder. Novel. Volk und Welt, Berlin 2001 (премія Фрідріха Глаузера, фр. пер. 2007, тур. пер. 2008, англ. пер. 2012; екранізований в 2010)
- Як треба жити/ Wie man leben soll. Novel. dtv, Munich 2004 (англ. пер. 2012; екранізований в 2011)
- нічна робота/ Die Arbeit der Nacht. Novel. Hanser, Munich 2006 (нід. і фр. пер. 2007, англ., кор. і пол. пер. 2008, ісп. пер. 2009, словен. та кит. пер. 2010; премія з фантастики міста Вецлар)
- Це я/ Das bin doch ich. Novel. Hanser, Munich 2007
- Das Leben der Wünsche. Hanser, Munich 2009 (ісп. пер. 2010)
- Lisa. Hanser, Munich 2011
- Unterwegs im Namen des Herrn. Hanser, Munich 2011
- Das größere Wunder: Roman. Hanser, Munich 2013